# 乌布苏盆地
乌布苏盆地（字面意思为“乌布苏湖盆地”），是一个横跨蒙古国乌布苏省、扎布汗省、库苏古尔省与俄羅斯联邦圖瓦共和國的盆地。

## 简介
乌布苏盆地是中亚地区最北部的内流盆地，盆地本身面积898,064公顷，世界遗产缓冲区面积170,790公顷，合计面积达到1 068,853公顷，因盆地中的乌布苏湖而得名。乌布苏湖是一个面积庞大的浅咸水湖，为各种水鸟、海鸟、候鸟的栖息地。乌布苏盆地设有12个保护区，保护区内保存了亚欧大陆东部的主要生物群系。西伯利亚大草原生态系统是各种鸟类的栖息地，沙漠是各种动物，如沙鼠、跳鼠、斑纹臭鼬的栖息地，山区是不少世界濒危动物如雪豹、亚洲野生山羊、高山山羊（盘羊）的栖息地。

## 世界遗产
2003年，乌布苏盆地被联合国教科文组织列为世界遗产。

### 登录基准
该世界遗产被认为满足世界遺產登錄基準中的以下基準而予以登錄：
- （ix）在陆上、淡水、沿海及海洋生态系统及动植物群的演化与发展上，代表持续进行中的生态学及生物学过程的显著例子。
- （x）拥有最重要及显著的多元性生物自然生态栖息地，包含从保育或科学的角度来看，符合普世价值的濒临绝种动物种。

### 登录面积
- 俄罗斯境内：87,830 公顷（缓冲区170,790 公顷）
- 蒙古国境内：333,822.5 公顷（缓冲区476,411公顷）